# Oogspier

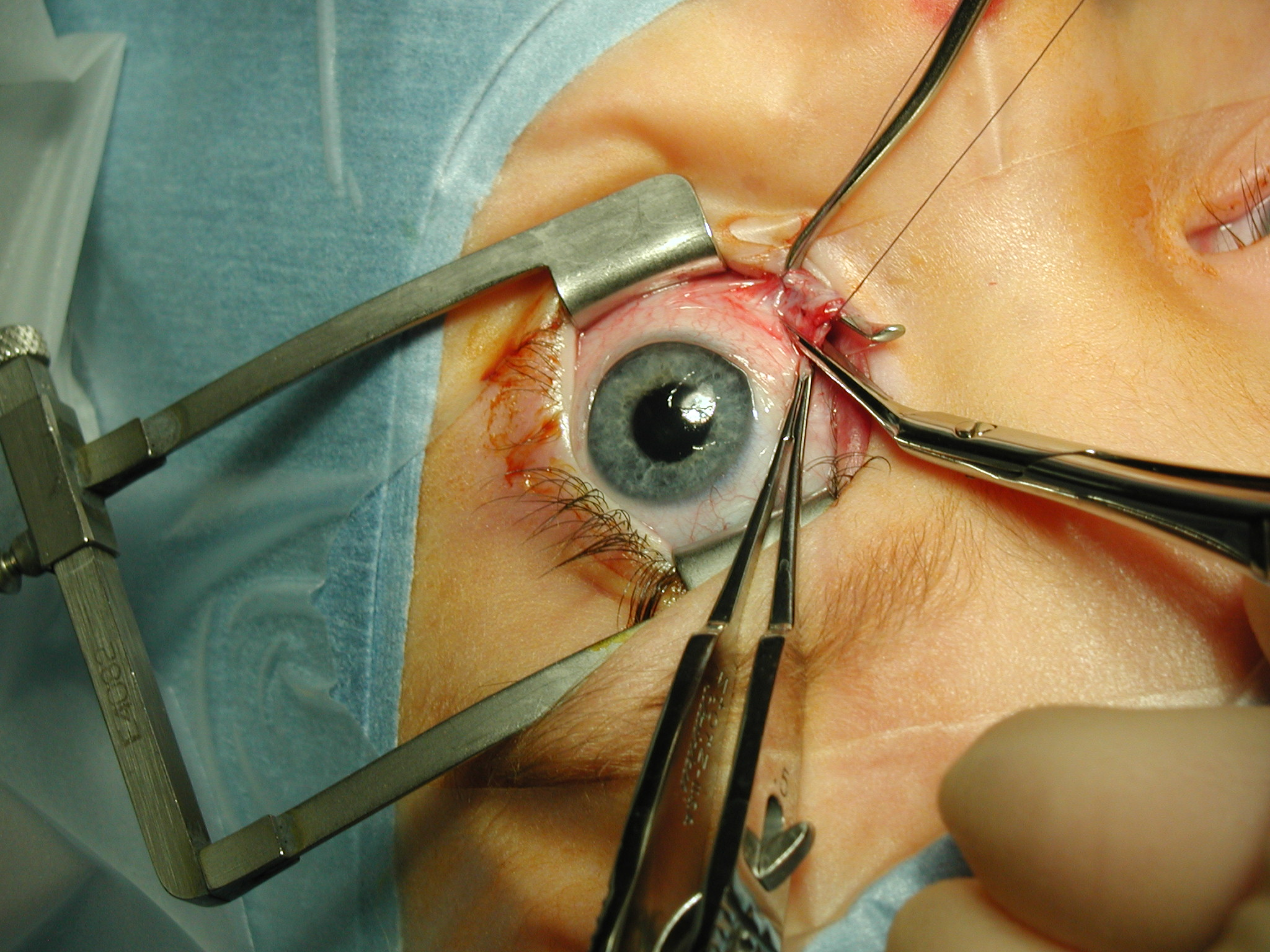
Een stuk van een oogspier is zichtbaar bij deze operatie.

De oogspieren zorgen onder meer voor de beweeglijkheid van de oogbol.

## Uitwendige oogspieren
- De vier rechte oogspieren vormen met hun aanhechtingspezen een trechtervormige ring om de canalis opticus, anulus tendineus communis.
  - Musculus rectus superior of bovenste rechte oogspier:
    - 1. Heft de oogbol (elevatie)
    - 2. Roteert de oogbol licht naar binnen (intorsie)
    - 3. Trekt de oogbol licht naar binnen (adductie)

  - Musculus rectus inferior of onderste rechte oogspier:
    - 1. Verlaagt de oogbol (depressie)
    - 2. Roteert de oogbol licht naar buiten (extorsie)
    - 3. Trekt de oogbol licht naar binnen (adductie)

  - Musculus rectus medialis of binnenste rechte oogspier:
    - 1. Trekt de oogbol naar binnen (adductie)

  - Musculus rectus lateralis of buitenste rechte oogspier:
    - 1. Trekt de oogbol naar buiten (abductie)
- De twee schuine oogspieren zijn de volgende:
  - Musculus obliquus superior, bovenste schuine oogspier of katrolspier:
    - 1. Roteert de oogbol naar binnen (intorsie)
    - 2. Verlaagt de oogbol licht (depressie)
    - 3. Trekt de oogbol licht naar buiten (abductie)

  - Musculus obliquus inferior of onderste schuine oogspier:
    - 1. Roteert de oogbol naar buiten (extorsie)
    - 2. Heft de oogbol licht (elevatie)
    - 3. Trekt de oogbol licht naar buiten (abductie)
- De musculus levator palpebrae superioris ten slotte wordt ook tot de oogspieren gerekend. Ze zorgt voor de elevatie en retractie van het bovenste ooglid.

Bij de functie van de schuine oogspieren moet worden opgemerkt dat deze vooral voor depressie of elevatie zorgen wanneer het oog zich in abductie bevindt. Deze spieren verzorgen in dit geval dan ook het merendeel van spierkracht die benodigd is voor deze acties. In adductiestand geldt het omgekeerde: hierbij spelen juist de m. rectus superior en de inferior een belangrijkere rol.

## Benoeming van de oogbewegingen
Bij oogheelkundig onderzoek worden de beweging van de oogspieren in drie groepen onderverdeeld naar binoculaire samenwerking:
1. De ducties zijn de monoculaire oogbewegingen Voor horizontale bewegingen zijn dit adductie en abductie, voor verticale bewegingen elevatie en depressie en voor rotatoire oogbewegingen intorsie en extorsie.
2. De versies zijn de gezamenlijke oogbewegingen waarbij de ogen gelijktijdig in dezelfde richting bewegen, ook wel binoculaire, simultane of geconjugeerde oogbewegingen genoemd. Deze bestaan uit naar links kijken (levoversie), naar rechts kijken (dextroversie), naar boven kijken (elevatie) en naar beneden kijken (depressie).
3. De vergenties zijn de gezamenlijke oogbewegingen waarbij de ogen tegelijkertijd in tegengestelde richting bewegen, ook wel een gedisconjugeerde oogbeweging genoemd. Deze bestaan uit convergentie (de ogen draaien naar de neus toe, oog wel adductie genoemd) en divergentie (de ogen bewegen van de neus af, ook wel abductie genoemd).

## Inwendige oogspieren
- Musculus ciliaris: laat de ooglens ontspannen
- Musculus dilatator pupillae: zorgt voor mydriase (verwijding) van de oogpupil
- Musculus sphincter pupillae: zorgt voor miose (vernauwing) van de oogpupil

## Innervatie
| hoofdzenuw                    | spier |
| ----------------------------- | --- |
| nervus oculomotorius (N. III) | musculus rectus superior musculus rectus inferior musculus rectus medialis musculus obliquus inferior musculus retractor bulbi |
| nervus oculomotorius (N. III) | musculus levator palpebrae superioris                                                                                          |
| nervus trochlearis (N. IV)    | musculus obliquus superior |
| nervus abducens (N. VI)       | musculus rectus lateralis musculus retractor bulbi                                                                             |